# 불만제로 업
《불만제로 업》은 2006년 9월 28일부터 2014년 10월 29일까지 방송되었던 시사교양 프로그램이다.

## 기획 의도
21세기 소비자들을 위한 권리 대장전이라는 표어를 걸고 방송하는 소비자 불만을 해결하는 시사교양 프로그램이다.

## 방송 시간
| 방송 채널 | 방송 기간                          | 방송 시간                 |
| --------- | ---------------------------------- | ------------------------- |
| MBC TV    | 2006년 9월 28일 ~ 2009년 4월 23일  | 매주 목요일 저녁 6시 50분 |
| MBC TV    | 2009년 4월 29일 ~ 2012년 4월 18일  | 매주 수요일 저녁 6시 50분 |
| MBC TV    | 2012년 10월 11일 ~ 2012년 11월 1일 | 매주 목요일 밤 11시       |
| MBC TV    | 2012년 11월 8일 ~ 2013년 3월 14일  | 매주 목요일 밤 8시 50분   |
| MBC TV    | 2013년 3월 20일 ~ 2014년 10월 29일 | 매주 수요일 저녁 6시 20분 |

## 진행자
- 이재용
- 정선희 (중도하차)
- 문지애
- 오상진
- 김나진 (제로맨)
- 서인 (제로맨)
- 권진영 (불만녀)
- 김대호 (제로맨)

## 변천사
2006년에 불만제로라는 이름으로 방송하기 시작하였으나 2012년 MBC 파업 여파로 인해 2012년 4월 18일 방송분을 마지막으로 장기 결방에 들어갔다. 그 뒤 10월 11일에 불만제로는 남희석과 이성배가 새로운 컨셉으로 다시 6개월만에 방송을 하게 되었으며, 그리고 불만제로 시즌 2격인 불만제로 UP이란 이름으로 바꾸어 방송하였다.
불만제로 UP은 연예인 자문단과 법률단을 새롭게 신설하였으며, 새로운 코너들을 추가해 다시 예전의 명성을 되찾기 위해서 노력하고 있다. 2013년 3월 14일 방송을 끝으로 불만제로는 스튜디오 녹화에서 야외촬영으로 형식이 바뀌게 되었으며, 이에 따라 남희석, 이성배, 사유리 등도 자연스럽게 하차하게 되었으며, 2014년 10월 29일 방송을 끝으로 잠정 폐지되었다.

## 역대 코너
- 제로맨이 간다 - 서인 아나운서가 진행하고 잠입취재, 몰래카메라, 감시카메라 등 다양한 방법을 이용해 "현장으로 직접 카메라가 뛰어든다"는 컨셉을 가지고 있다.
- 실험 카메라 - "생활 밀착형 고발코너"라는 컨셉이 있으며, 실험과 검증을 통해 정확한 정보, 안전한 대안을 제시한다.
- 소비자가 기가 막혀 - 터무니 없이 높은 가격과 어이없는 이물질 등 기가 막힌 생활속 불편을 소비자의 목소리로 직접 들어본다는 컨셉이 있으며, 불만 호소 후 기업들의 대응 태도까지 방송하고 문제점의 변화와 개선을 유도한다.
- 고소한 실험- 고민많은 소비자 실험의 준말로 방송인 사유리가 기상천외한 실험을 통해 소비자의 고민을 해소하는 시간이다.
- 불만의 재구성- 알쏭달쏭한 소비자 문제를 재연을 통해 풀어보는 코너로 법률 자문단의 알찬 조언으로 속 시원하게 해결하는 시간이다.

## 출연자 교체 사건
과거 이 프로그램의 진행자였던 정선희는 본인이 진행하는 라디오 프로그램에서 미국산 소고기 촛불 시위자에 대한 부정적 발언으로 청취자들에게 비난을 받았다. 2008년 6월 6일 불만제로 웹사이트의 시청자 의견 공지사항란에 정선희가 하차되고 2008년 7월 3일부터 김원희를 영입하였다.
2009년 1월 15일에 김원희가 하차하고 서현진 아나운서가 진행했다가 미국 유학으로 인해 문지애 아나운서가 진행하였다.

## 결방 사유 및 편성 변경
- 2008년 6월 12일에는 100분 토론의 임시 확대 편성으로 결방되었다.
- 2008년 6월 26일에는 자폭유리그릇에 대해 방송할 예정이었으나 어느 유리공업회사에서 명예훼손과 방송 제작 과정 중 투명한 실험이 이루어지지 않았다면서 이 방송에 대해 방송금지가처분 신청을 하였으며, 서울지방지법은 이 방송분에 대해 방송금지 결정을 내렸다. 그로 인해 불만제로는 그날 방송분을 5월 1일과 5월 8일 방송분 스페설로 대체 편성하였다.
- 2008년 8월 7일에는 베이징 올림픽 축구 한국 대 카메룬 전 중계방송으로 밤 10시 50분에 방송되었다.
- 2008년 8월 14일에는 8.15특집 BBC 다큐멘터리 히로시마 방송으로 대체되었다.
- 2008년 8월 21일에는 니하오 베이징이란 특집방송으로 대체되었다.
- 2008년 10월 30일에는 MBC 스포츠 2008년 대한민국 프로 야구 한국시리즈 4차전 중계방송으로 밤 12시에 방송되었다.
- 2009년 10월 14일에는 MBC 스포츠 2009년 대한민국 프로 야구 플레이 오프 5차전 중계방송으로 인해 결방처리되었다.
- 2010년 2월 10일에는 2010 동아시아 축구선수권대회 한국 대 중국 중계방송으로 결방되었다.
- 2010년 4월 7일과 4월 14일에는 노조파업으로 인해 다른 프로그램 재방송으로 대체되었다.
- 2010년 6월 2일에는 6.2 지방선거 개표방송으로 결방되었다.
- 2010년 9월 1일에는 MBC 경인지사 설립 축하공연으로 결방되었다.
- 2010년 9월 22일에는 추석특집 아이돌 스타 트로트 청백전 방송으로 대체되었다.
- 2010년 11월 10일, 11월 17일, 11월 24일 등은 3주 연속 결방처리되었다. 10일 방송분은 G20 특집 코리아 콘서트, 17일 방송분은 아시안 게임 하이라이트 중계방송, 24일 방송분은 아시안게임 중계방송 등으로 대체되었다.
- 2012년 1월 18일에는 2012 킹스컵 친선경기 올림픽대표와 덴마크 팀 중계방송으로 결방되었다.
- 2012년 4월 25일 방송분부터는 MBC 노조파업으로 인해 한동안 무기한 결방에 들어갔다. 그러다가 2012년 10월 11일 방송분부터 다시 방송을 시작하였으며, 제목도 불만제로 UP으로 새로 바꾸었다.
- 2012년 12월 20일에는 박근혜 특집 다큐멘터리 편성으로 대체되었다.

## 일부지역 자체방송
- 20회까지 전국방송이지만 21회부터 수도권 방송이다.
- 전주MBC, 대전MBC, 청주MBC, 충주MBC, 목포MBC 등은 불만제로UP 자체방송 없이 수중계
- 수도권, 전라도(광주 제외), 충북 등지에서 시청할 수 있다.
- 원주MBC, 춘천MBC, MBC강원영동 : 생방송 강원365
- 부산MBC: 테마여행 길
- 광주MBC: 생방송 빛날
- MBC경남: 생방송 경남아 사랑해
- 안동MBC, 포항MBC: 생방송 전국시대
- 울산MBC: 에듀콘서트 스페셜
- 대구MBC: 전설의 노래방
- 여수MBC: 브라보! 멋진 인생
- 제주MBC: 퀴즈쇼 제주야 놀자

## 같이 보기
- 소비자고발
- 불만제로
- 똑똑한 소비자 리포트